# Andreas Digeser
Andreas Digeser (* 13. Juli 1925 in Breslau; † 16. Oktober 2010 in Florida) war ein deutscher Literaturwissenschaftler und Fremdsprachendidaktiker. Er war Professor für Englisch mit den Schwerpunkten Linguistik, englische und US-amerikanische Literatur sowie Fremdsprachendidaktik an der Pädagogischen Hochschule Freiburg.

## Leben
Im Jahr 1946 legte Digeser in Wangen im Allgäu das Abitur ab. Von 1947 bis 1953 studierte er Anglistik (Englisch), Romanistik (Französisch) und Germanistik (Deutsch) an der Albert-Ludwigs-Universität Freiburg im Breisgau und an der Université de Franche-Comté in Besançon. 1953 legte er an der Universität Freiburg das 1. Staatsexamen, 1955 das 2. Staatsexamen ab. 1954 wurde er in Freiburg mit den Fächern Anglistik und Germanistik mit einer Dissertation über Eugene O’Neill zum Dr. phil. promoviert. 1955 bis 1965 war er zunächst Studienrat und anschließend Oberstudienrat am Gymnasium Schopfheim. In Schopfheim lebte er auch später noch. 1965 wurde er als Professor für Englisch an die Pädagogische Hochschule Freiburg berufen. Ab 1966 baute er an der Pädagogischen Hochschule Lörrach die Fächer Englisch und Französisch auf und wirkte dort als Hochschullehrer für beide Fächer bis 1984. Nach der Auflösung der PH Lörrach im Jahr 1984 kehrte er an die PH Freiburg zurück. Dazwischen war er 1983 Gastprofessor an der University of North Carolina in Greensboro (USA) sowie 1990 an der Stetson University in DeLand, Florida (USA). Seit 1990 war Digeser im Ruhestand.

## Forschungsschwerpunkte
Digesers Forschungsschwerpunkte waren Grammatiktheorie, Grammatik (insbesondere Syntax), Pragmalinguistik, Psycholinguistik, Phonetik und Phonologie, Orthographie, Fremdsprachenlehr- und -lernforschung und Fremdsprachendidaktik sowie Literaturwissenschaft mit den Schwerpunkten englische und US-amerikanische Literatur. Darüber hinaus engagierte sich Digeser seit Jahren in der Diskussion um die Groß- oder Kleinschreibung im Deutschen.

## Buchveröffentlichungen
- als Hrsg.: Groß- oder Kleinschreibung? Beiträge zur Rechtschreibreform. Vandenhoeck & Ruprecht, Göttingen 1974.
- Phonetik und Phonologie des Englischen. Ein Lernbuch mit Übungen. Schöningh, Paderborn 1978.
- Fremdsprachendidaktik und ihre Bezugswissenschaften. Einführung, Darstellung, Kritik, Unterrichtsmodelle. Klett, Stuttgart 1983; 2. Auflage ebenda 1988.